# Eumaeus childrenae
Eumaeus childrenae är en fjärilsart som beskrevs av Gray 1832. Eumaeus childrenae ingår i släktet Eumaeus och familjen juvelvingar. Inga underarter finns listade i Catalogue of Life.